# Gebze
Gebze (turkiskt uttal: ˈɟebze), tidigare känt som Libyssa, är en kommun och distrikt i Kocaeli-provinsen, Turkiet. Dess area är 418 km², och dess befolkning är 407 019 (2022). Det ligger 65 km sydost om Istanbul, vid Izmitbukten, den östra armen av Marmarasjön. Gebze är det största distriktet sett till befolkningsstorlek i provinsen från och med 2022, och överträffar Izmit, provinshuvudstaden.

## Geografi
Gebze-distriktet ligger i den västra delen av Kocaeli-provinsen, med grannarna Körfez i öster; Pendik, Tuzla och Şile i Istanbul i nordväst, väster respektive norr; Çayırova och Darıca i sydväst och Dilovası i sydost.

## Statsdelar
- Adem Yavuz
- Ahatlı
- Arapçeşme
- Balçık
- Barış
- Beylikbağı
- Cumaköy
- Cumhuriyet
- Denizli
- Duraklı
- Elbizli
- Eskihisar
- Gaziler
- Güzeller
- Hacı Halil
- Hatipler
- Hürriyet
- İnönü
- İstasyon
- Kadıllı
- Kargalı
- Kirazpınar
- Köşklüçeşme
- Mevlana
- Mimar Sinan
- Mollafenari
- Muallimköy
- Mudarlı
- Mustafapaşa
- Osman Yılmaz
- Ovacık
- Pelitli
- Sultan Orhan
- Tatlıkuyu
- Tavşanlı
- Tepemanayır
- Ulus
- Yağcılar
- Yavuzselim
- Yenikent

## Transport
Den norra änden av Osman Gazi-bron ligger inom detta område; konstruktionen – med en total längd på 4 kilometer (med ett huvudspann på 1 688 meter) – överbryggar Marmarasjön från Kababurun till Dilburnu. Gebze-tunnelbanan började byggas 2018 och öppnade 2024. En interkontinental pendeltågslinje, Marmaray, förbinder Gebze med den europeiska sidan av Istanbul.